# Ершов, Андрей Валерьевич
Андрей Валерьевич Ершов (род. 22 августа 1976, Воскресенск, Московская область) — российский хоккеист, защитник. Мастер спорта России. Тренер.

## Биография
Воспитанник «Химика» Воскресенск. Выступал за команды «Сокол» Луховицы (1993/94, 1994/95), «Буран» Воронеж,
«Химик» Воскресенск (1994/95, 1998/99, 2001/02 — 2003/04, 2005/06), «Лада» Тольятти (1999/2000), «Витязь» Подольск (2000/01), «Газовик» Тюмень (2004/05), «Рязань» (2004/05, 2008/09), ХК «Дмитров» (2005/06 — 2007/08), «Молот-Прикамье» Пермь (2009/10), «Арыстан» (Казахстан, 2010/11 — 2012/13).
Участник хоккейного турнира зимней Универсиады 1997 года. Нв драфте НХЛ 1998 года был выбран в 9-м раунде под общим 240-м номером клубом «Чикаго Блэкхокс».
Тренер в рязанских школах «Олимпийский» (2013—2018), «Айсберг» (с 2023), в клубах ВХЛ «Рязань» (2018/19; и. о.), «Молот-Прикамье» (2019/20). Заместитель директора по спортивно-методической работе в школе «Айсберг».